# I.N.R.I. (Film)
I.N.R.I. – Ein Film der Menschlichkeit ist ein deutscher Stummfilm von Robert Wiene aus dem Jahr 1923. Darin verfilmte Wiene mit zahlreichen namhaften Stars der Stummfilmzeit die Passion Christi, basierend auf einem Roman von Peter Rosegger.

## Stil und Filmkritik
Ein wesentliches Element des Films, der in den USA unter dem Titel „Crown of Thorns“ in den Kinos erschien, war das Arrangement der Dekoration, bei der auf bekannte Darstellungen in der bildenden Kunst zurückgegriffen wurde. Zum anderen legte der Film großen Wert auf die Wirkung von monumentalen Massenszenen wie bei der Bergpredigt oder dem Einzug Jesu von Nazaret in Jerusalem.
In der Presse erhielt der Film nach seiner Uraufführung nicht nur positive Kritiken. Die Frankfurter Zeitung schrieb zwar:

„Die große und eigentliche Wirkung des Films aber, der die Welt erobern müsste, liegt im Wesen des so oft geschmähten Kinos selbst: Nämlich in seiner Stummheit, in dem großen Schweigen, das über den sieben Akten ruht.“

Dabei konnte bzw. musste dieser Stummfilm tatsächlich auf eine andere Wirkung setzen als die vielen anderen späteren Bibelverfilmungen, die ihre Wirkung durch die Dialoge erzielten.
Allerdings erzielte der Film nicht die Wirkung wie Wienes Das Kabinett des Dr. Caligari.

„Schon mehrmals hatte man versucht, das Leben Christi zu verfilmen. Aber nie war ein befriedigendes Werk daraus entstanden. Schwankend zwischen Frömmelei und allzu großer Vermenschlichung des Gottessohnes waren alle Christusfilme untauglich gewesen. Wiene versuchte es 1924 mit einer Rahmenhandlung. Ein Mörder sieht ein Passionsspiel und wird durch die Leidensgeschichte Christi geläutert. Den Stoff hatte Wiene einer Erzählung von Peter Rosegger entlehnt, die Passion lief getreu der Handlungsfolge der synoptischen Evangelien ab. Von einfaltsreicher Schönheit, mütterlich, weich verklärt, war Henny Porten eine Madonna wie von Raffael gemalt. Von einfallsreicher Schönheit, übermütig, kokettierend, später mit dicken Tränen Asta Nielsen als Sünderin Maria Magdalena. In der filmunmöglichen Rolle des Christus versuchte sich vergeblich der russische Emigrant Grigori Chmara, auch ein angetrauter Gatte der Nielsen. "I.N.R.I." misslang, trotz Werner Krauß als Pontius Pilatus, trotz Alexander Granach als Judas.“

Der Film gilt als der erste große deutsche Bibel-Spielfilm. Auf einer Romanvorlage basierend, ging es Wiene um eine (religiöse) Neuorientierung in der politisch und wirtschaftlich unsicheren Zeit während der Produktion. Die Verfilmung des Lebens Jesu war zunächst in eine Rahmenhandlung eingebunden, die sich auf die Auseinandersetzung des Christentums mit dem Kommunismus bezieht. Die teils überzogene Theatralik in der Darstellung des Leben Jesu führte jedoch schon damals zu Kritik.
Der damals 12-jährige Erik Ode spielte in I.N.R.I. seine erste Filmrolle. Hans von Wolzogen übernahm die Produktionsleitung.